# Leigh Nash
Leigh Anne Bingham Nash (New Braunfels, 27 giugno 1976) è una cantante statunitense.

## Carriera
Originaria del Texas, nel 1992 ha fondato con Matt Slocum il gruppo pop Sixpence None the Richer. La canzone più famosa della band è Kiss Me (1999). Il gruppo si è sciolto nel 2004 per poi riattivarsi nel 2008.
Nell'agosto 2006 ha pubblicato l'album solista Blue on Blue.

## Discografia

### Album studio
- 2006 - Blue on Blue
- 2007 - Fauxliage (con i Delerium)
- 2011 - Hymns and Sacred Songs

### EP(lista parziale)
- 2006 - My Idea of Heaven
- 2006 - Wishing for This
- 2007 - Connect Sets